# Opere di Francis Scott Fitzgerald
Francis Scott Key Fitzgerald (24 settembre 1896 – 21 dicembre 1940) è un autore americano di romanzi e racconti, le cui opere di narrativa sono scritti paradigmatici dell'Età del Jazz. Egli è considerato uno dei più grandi scrittori americani del XX secolo, e reputato un membro della "Lost Generation" degli Anni Venti. Concluse quattro romanzi: This Side of Paradise, The Beautiful and Damned, The Great Gatsby (la sua opera più celebre) e Tender Is the Night. Il quinto, incompiuto, romanzo uscì postumo. Inoltre, Fitzgerald scrisse centinaia di racconti che concernono i temi della gioventù, della promessa di un avvenire, e del prorompere cogente dell'età e della disperazione. Secondo Marcus Cunlife,, «la narrativa e l'esperienza personale di FSF presentano un parallelismo commovente: corrispondono entrambe alla problematica di una gioventù ansiosamente in cerca d'una perfezione che non esiste».
Nei romanzi quanto nei volumi di racconti del suo primo periodo narrativo, l'autore si identifica, con le sue delusioni e i disinganni, con una proiezione ancora molto semplice sui suoi personaggi.
Ma se i personaggi sono ancora immaturi e non hanno alcun desiderio di maturare, perché maturare vuol dire invecchiare, la prosa e le sue trame sono già costruite con molta perizia dimostrando come nella sua frivolezza egli prendeva già il proprio mestiere di scrittore in modo molto serio e dimostrava, già allora, la sua straordinaria capacità di osservare le sensazioni.

## This Side of Paradise(Di qua dal Paradiso)
Esordì nel 1920 col romanzo This Side of Paradise (Di qua dal paradiso), revisione del precedente romanzo The Romantic Egoist che era stato rifiutato dall'editore.
Esso consiste in una ricostruzione perfetta del sogno statunitense che si basa sulla ricchezza, la bellezza e l'esuberanza della gioventù, messo con crudeltà a confronto con il disagio che la prima guerra mondiale aveva portato e soprattutto dal crollo dei valori.
Il romanzo, che può essere considerato in parte autobiografico, rappresenta anche, attraverso la figura di Monsignor Darcy, quella di un grande uomo amico di Fitzgerald durante gli anni di Princepton, Padre Fay.
Con questo romanzo, che ottenne un grande successo e diventò subito un best seller, l'autore divenne in breve tempo il simbolo della gioventù americana.

## Flappers and Philosopher(Maschiette e filosofi)
Sempre nel 1920 pubblica, dopo averli riveduti e corretti, una raccolta composta da otto racconti brevi che aveva scritto nel passato con lo stile leggero che gli aveva fatto ottenere denaro e fama e che riproponevano ai giovani l'immagine spregiudicata e anticonformista dell'America.
Si ritrovano nei racconti le "maschiette" descritte dal primo Fitzgerald che hanno gli stessi valori della Rosalind del romanzo Di qua dal Paradiso:
Lo sfondo delle storie è sempre quello delle feste, dei balli universitari, dell'amore eterno che dura al massimo una stagione, delle pose da donna fatale, dall'importanza che assume un nuovo taglio di capelli. I "filosofi", che non sono altro che bei ragazzi vanitosi e maggiormente interessati alle ragazze e al fox-trot che alla filosofia, contribuiscono a questa atmosfera.
Degli otto racconti il migliore, sia per l'abilità nel descrivere sia per la partecipazione emotiva dell'autore, è l'ultimo intitolato The Ice Palace (Il palazzo di ghiaccio) che mette a confronto due stili di vita differenti: quello del caldo e apatico Sud e quello del freddo e attivo Nord.
Protagonista del racconto è Sally Carrol, classica bellezza del Sud, che si innamora di un giovane yankee e va con lui al Nord. Ma la delusione e lo smarrimento che ne consegue al trovarsi in un mondo così diverso la faranno ritornare nel suo mondo confortevole e pittoresco, la Georgia, dove è possibile ancora sognare e vivere pigramente in ozio.

## The Beautiful and the Damned(Belli e dannati)
Seguirà nel 1922 The Beautiful and the Damned (Belli e dannati), romanzo che narra di un giovane artista ricco e aristocratico e di sua moglie, i quali vivono divertendosi e dissipando la loro ricchezza, che rispecchia la vita mondana e sfrenata di Francis e di Zelda.
Il romanzo venne scritto in poco meno di un anno e il titolo avrebbe dovuto essere The Flight of the Rocket (Il volo del razzo). La storia narrata ricalca il tema narcisistico trattato nel primo romanzo, Di qua dal Paradiso, senza significative variazioni.

## Tales of the Jazz Age(Racconti dell'età del jazz)

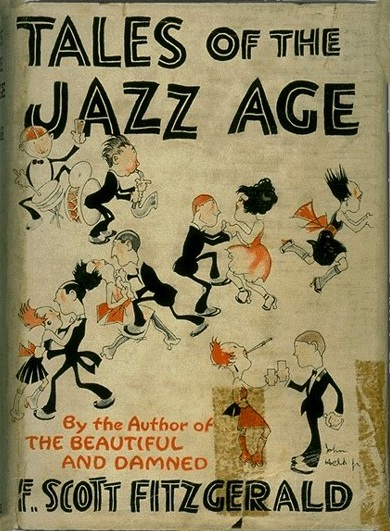
Copertina di John Held, Jr.

Poco dopo la pubblicazione di Belli e Dannati, sempre nel 1922, esce la raccolta di racconti ambientati nel periodo che venne chiamato dallo stesso autore "età del Jazz" e che vanno dalla fine della prima guerra mondiale alla grande depressione. L'opera ottenne subito un successo strepitoso.
Si tratta di undici racconti usciti in precedenza su alcune riviste come ha annotato l'autore all'inizio stesso di essi.
Il fannullone esce nell'ottobre del 1922 su "Metropolitan Magazine" La parte posteriore del cammello il 24 aprile 1920 sul "Saturday Evening Post, Primo Maggio a luglio 1920 su "Smart Set", La vasca azzurra a gennaio del 1920, Il diamante grosso come l'Hotel Ritz nel giugno 1922 sempre su "Smart Set", Il caso singolare di Benjamin Button su "Collier's" il 27 maggio 1922, Tarquinio a Cheapside su "Smart Set" nel febbraio del 1921, La strega dai capelli rossicci sul "Metropolitan Magazine" nel febbraio 1921, La feccia della felicità sul "Chicago Sunday Tribune" il 12 dicembre 1920,Il signor Icky nel marzo 1920 sullo "Smart Set" e Jemina, ragazza di montagna su "Vanity" nel gennaio 1921.
Tra tutti questi racconti i più riusciti sono Primo maggio e Il diamante grosso come l'Hotel Ritz definito dallo stesso Fitzgerald "La cosa migliore che ho mai scritto".

### May Day(Primo maggio)
Si tratta, come gli altri, di un racconto a sfondo autobiografico ambientata nella primavera che, come dirà lo stesso autore, "inaugurò l'età del jazz" e si divide in quattro storie che si intrecciano secondo una tecnica molto particolare che verrà in seguito perfezionata da John Dos Passos. Il protagonista della prima storia è Gordon Sternett, un giovane ricco rimasto povero, quello della seconda storia è Philip Dean, un ricco che rimane ricco, quello della terza è Henry Bradin che, per coerenza alle sue idee socialiste rinuncia alla ricchezza e infine i protagonisti della quarta sono Carrol Key e Gus Rose, due reduci della guerra sbarcati da pochi giorni e ancora in uniforme poveri e senza amici.
Il tema principale è quello dell'isterismo del primo dopoguerra.

### The Diamond as Big as the Ritz(Il diamante grosso come l'Hotel Ritz)
Il tema conduttore di quest'ultimo racconto è la corruzione che è alla base della ricchezza, tema che verrà in seguito ripreso in tutti i romanzi dell'autore anche se in questo racconto esso è svolto sotto forma fantastica e simbolica.
I protagonisti del racconto, i ricchi magnati che uccidono i loro ospiti per non venir traditi, non sono altro che i tipici ricchi all'americana e la loro vittima è il solito personaggio fitzgeraldiano per il quale, come scrive Fernanda Pivano  " la ricchezza non è altro che un'illusione di gioventù e la gioventù non è che un sogno ".

## The Vegetable, or from President to Postman(Il vegetale, o da presidente a postino)
Il vegetale è una sfortunata commedia in tre atti che Fitzgerald mise in scena ad Atlantic City nel novembre del 1923 e che non ebbe nessuna replica. Venne iniziata nel novembre del 1921 e in seguito rimaneggiata numerose volte perché non ritenuta adatta alle scene dagli impresari.
Jerry Ford è il protagonista, il "vegetale", che fa l'impiegato senza nessuna voglia e capacità e la cui unica aspirazione è quella di diventare un bravissimo postino. La moglie è una donna dispotica e insoddisfatta.
Nel primo atto si assiste ad un dialogo piacevole e di effetto sicuro che però scade nel secondo atto dove l'autore, il cui intento era quello di mettere in evidenza la vanità e corruzione di certi ambienti della politica, finisce per inviare frecciate ironiche che però non hanno mordente e scadono in gags ridicole e battute paradossali.
Il terzo atto poi termina con l'immancabile lieto fine: il protagonista realizza il sogno di diventare postino e si tramuta in un uomo onesto e competente, mentre la moglie, pentita per come lo ha sempre trattato, versa tante lacrime e accetta il marito così com'è.

## The Great Gatsby(Il grande Gatsby)

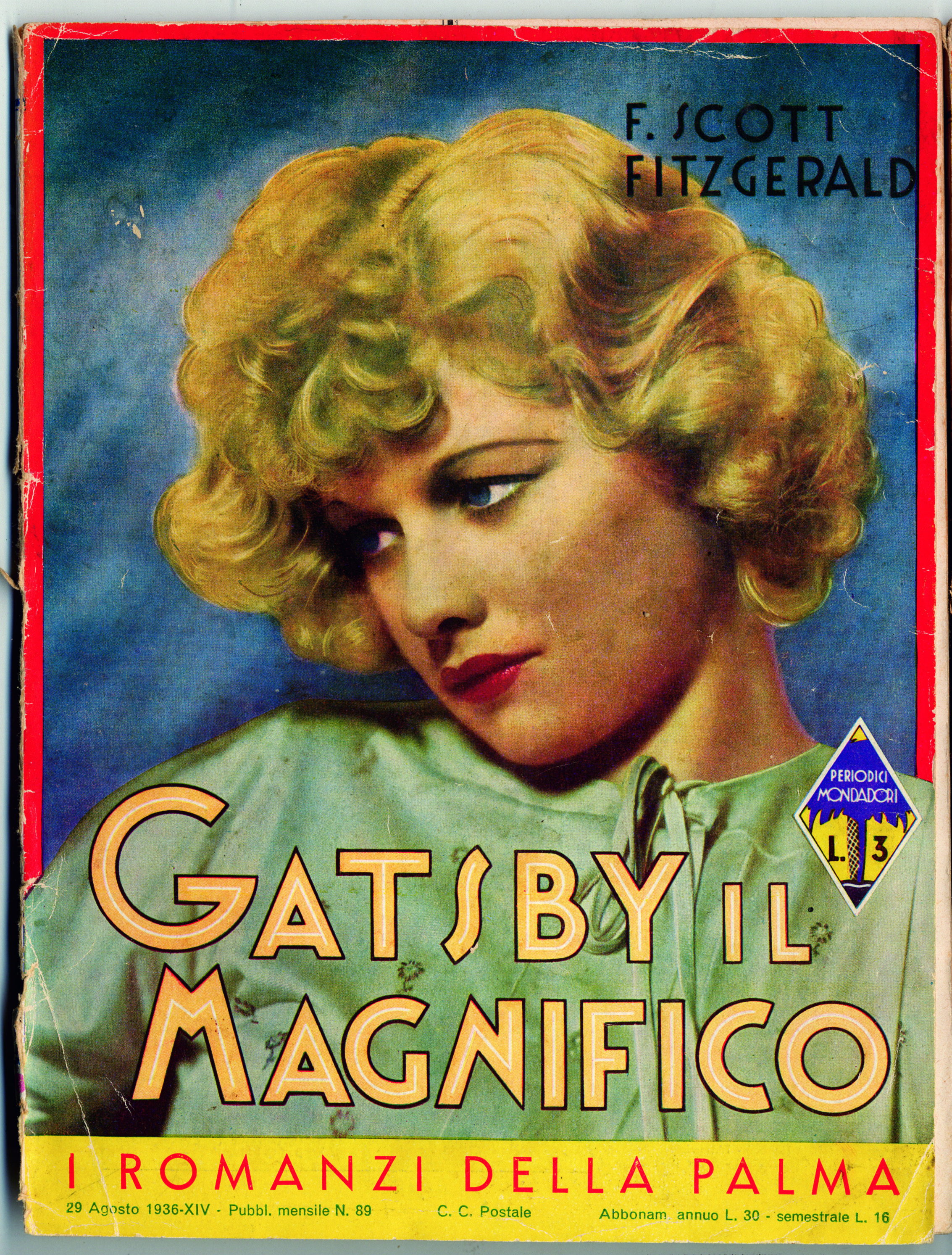
La prima edizione in italiano del romanzo Il grande Gatsby (The Great Gatsby), Mondadori, 1936

Nel 1925 venne pubblicato The Great Gatsby (Il grande Gatsby), considerato il suo capolavoro. Esso narra gli egoismi e l'ostentata ricchezza della società degli Anni Venti, sedotta dall'edonismo e allontanatasi dall'idealismo americano. 

Il narratore, nella figura di Nick Caraway, ha nella vicenda la funzione di testimone e ne è al contempo estraneo e coinvolto, ma comunque necessario all'interno della struttura del libro.
Nel romanzo è presente l'elemento autobiografico.

Nick ha la funzione di portavoce dell'autore. Come Fitzgerald stesso, egli rimane attirato dalla ricchezza, ma in seguito la sua moralità gliene fa vedere gli effetti deteriori. Egli giungerà alla stessa conclusione dell'autore: il sogno americano, basato sul materialismo, è solamente una corruzione.
Gatsby, il protagonista, è lo stesso Fitzgerald che, ancora immaturo, vive un sogno adolescenziale dove la felicità e la bellezza si possono ottenere per sempre con la ricchezza. Il personaggio di Daisy è ricalcato sulla moglie di Fitzgerald, Zelda, ricca di fascino e bellezza, ma pure debole, priva di carattere e di moralità.
Dopo Il grande Gatsby, Fitzgerald scrisse diversi racconti brevi di ottima fattura, che pubblicò in due raccolte, All the Sad Young Men (1926) e Taps at Reveille (1937).

## All the Sad Young Men(Tutti i giovani tristi)
La raccolta, certamente la più unitaria sia per il tono che per le tematiche, venne pubblicata nel 1926 e comprende nove racconti scritti tra il 1922 e il 1925. Il tema dominante è la nostalgia per aver perduto tante illusioni che, come scriverà l'autore, "danno colore al mondo".
I protagonisti sono giovani pieni di ideali sconfitti dalle circostanze della vita che temono la vecchiaia e la fine di ogni incantesimo.

### Winter Dreams(Sogni d'inverno)
Tra i racconti, Winter Dreams (Sogni d'inverno), è stato visto dalla critica come una prima versione del romanzo Il grande Gatsby. Anche qui il protagonista, il giovane Dexter Green, si innamora, ancora adolescente, di una ricca e bella fanciulla, Judy Jones. Frequenta una famosa Università, gioca a golf sui campi di St. Paul, diventa un importante uomo d'affari e riesce a conquistare la donna che ama, ma l'amore dura solamente un mese.
Dexter, a differenza di Gatsby vive abbastanza a lungo per sapere che la donna che tanto ha amato ha ormai perso tutta la sua bellezza e questa perdita Dexter la rimpiange perché la considera la perdita dei suoi "sogni d'inverno".

### Absolution(Assoluzione)
Anche il racconto Absolution è collegata alla storia di Gatsby, infatti Fitzgerald lo aveva, in origine, concepito come un possibile prologo al romanzo.
Anche questo racconto è ricco di spunti autobiografici. Il protagonista, Rudolph Miller, è un ragazzo di undici anni che ha l'abitudine di mentire solo per la gioia di potersi creare un alter ego romantico. La descrizione psicologica di questo personaggio, adolescente in bilico tra lo squallido ambiente in cui vive e la grandezza dei suoi sogni, è colto con grande abilità, così come viene colto il rigido contrasto tra il padre chiuso e frustrato e il giovanetto già ricco di sogni mondani.
Si coglie anche nel racconto una matrice naturalistica che diventa evidente alla fine, quando l'autore coglie il contrasto tra la religiosità malata del prete (figura insolita questo personaggio di prete fallito che sembra essere stata assimilata da un racconto di Anderson) e la bellezza della vita che si scorge al di là della finestra della sua stanza.

### The Sensible Thing(La cosa sensata)
La storia che si delinea in The Sensible Thing, forse più che negli altri racconti, è chiaramente autobiografica e rispecchia le emozioni e le vicende vissute da Fitzgerald durante il periodo di fidanzamento con Zelda.
George O'Kelly è un ingegnere edile che ha un misero lavoro da impiegato in una piccola società di assicurazione che, a causa della sua mancanza di denaro, sta per perdere la donna che ama non disposta a rinunciare alla sua brillante vita per sposare un uomo senza solide basi economiche.

George alla fine ottiene fama e successo e sposa la donna amata ma ha ormai perduto i suoi sogni. La fine del racconto, come già era accaduto in Sogni d'Inverno, è amaro e risente dell'angoscia della perdita

### Gretchen's Forty Winks(Il sonnellino di Gretchen)
Questo racconto, sempre a carattere autobiografico ma non paragonabile agli altri per valore artistico, è la storia dei litigi domestici di una coppia dove la moglie, che ha un carattere irrequieto come quello di Zelda, non lascia in pace il marito che versa in gravi condizioni economiche. Esse però si risolveranno quando, finalmente, la donna si addormenta e il giovane potrà lavorare tranquillo.

### The Baby Party(La festa dei bambini)
La festa dei bambini, pur essendo basato su un'esile vicenda (il litigio della figlia dei protagonisti con un bambino dei vicini che finisce in una ridicola lite tra adulti) è un racconto piacevole per l'abilità dell'autore nel rappresentare con garbata ironia una scenetta di vita familiare.

### The Rich Boy(Il giovanotto ricco)
The Rich Boy, che è il primo racconto di Fitzgerald ad essere stato tradotto in italiano, è senza dubbio il più noto e più interessante tra tutti quelli prodotti dallo scrittore.
A differenza da quanto ha fatto negli altri racconti, in questo, Fitzgerald segue il suo protagonista lungo tutto l'arco della vita.
Anson Hunter è un ragazzo ricco ed egoista come tutti i ricchi convinti di poter padroneggiare il mondo; egli considera l'amore una manifestazione sciocca e innamorarsi una debolezza. Solo e senza poter far niente contro il mondo che intorno a lui si va trasformando, perderà l'unica donna con la quale avrebbe potuto trovare la felicità. La figura di Anson è molto simile a quella del protagonista del racconto di James, La tigre nella giungla.
L'autore si sofferma su tutti quei motivi, sia sociali che di costume, che conducono il protagonista al suo fallimento morale. Egli analizza i comportamenti e gli ideali delle ricche famiglie newyorkesi con finezza e precisione e attribuisce al personaggio motivazioni psicologiche più profonde, studiando il suo comportamento e arrivando alla conclusione che non è il mondo che delude Anson Hunter ma è Anson Hunter che delude il mondo con il suo egoistico rifiuto ad adattarsi alla realtà.

## Tender is the Night(Tenera è la notte)
Tender is the Night (Tenera è la notte) è il secondo romanzo di Fitzgerald pubblicato a New York nel 1934 dopo molti anni di rielaborazione e differenti stesure ed è considerato, secondo la critica più recente, il migliore dell'autore malgrado esso abbia avuto al suo apparire una fredda accoglienza. Lo stesso Fitzgerald pensava che l'aver narrato in forma retrospettiva la vicenda fosse stato uno sbaglio e aveva riscritto il romanzo seguendo un ordine cronologico. Il materiale, scritto sulla copia dello stesso autore come se fosse la stesura definitiva, venne pubblicato postumo a New York nel 1948 da John Cowley. Ma il testo, pur unitario e maggiormente simmetrico, venne in seguito giudicato apocrifo e si tornò a ripubblicare il testo del 1934.
In esso si ammira la grande capacità narrativa di Fitzgerald che, acquistata pienamente la tecnica del romanzo, scrive in una prosa elaborata, ricca di toni e ritmi, rendendo i suoi personaggi maggiormente diversificati e più consistenti.
Il romanzo si svolge negli anni che vanno dal 1925 al 1929 e, come Il grande Gatsby, è a carattere autobiografico. Attraverso avvenimenti reali e di invenzione, viene analizzata in modo lucido e disperato la società americana e la vicenda narrata rispecchia la vita di Fitzgerald con Zelda, dall'esaurimento nervoso che ha colpito la moglie alla perdita di sicurezza nella vita dello stesso autore.

## Taps at Reveille(La sveglia)
L'ultima raccolta di racconti pubblicata nel 1935 con il titolo Taps at Reveille (La sveglia) documenta l'evoluzione che ebbe lo scrittore negli anni trenta, sia nello stile, sia nella profonda conoscenza psicologica e morale che dimostra nel descrivere personaggi e situazioni. Comprende diciotto racconti scritti tra il 1927 e il 1934 tra i quali alcuni tra i migliori scritti da Fitzgerald.

## The Crack-up(L'età del jazz)
Alla fine del 1935, in un periodo di estrema disperazione, Fitzgerald scrisse tre articoli, The Crack-up, Handle whith Care, Pasting it togheter, che vennero pubblicati sulla rivista "Esquire" nel 1936 sollevando l'indignazione del mondo letterario (Hemingway stesso se ne fece portavoce) che lo accusava di essere stato patetico mostrando allo scoperto il suo disastro.
Nel 1945, dopo la morte dello scrittore avvenuta il 21 dicembre 1940 in estrema povertà, il famoso critico letterario americano, Edmund Wilson, raccolse i tre articoli e, insieme ad altri scritti autobiografici e spesso inediti composti tra il 1931 e il 1937, li pubblicò in volume con il titolo del primo articolo. Nel 1960 il libro uscì, quasi inosservato, in Italia con il titolo L'Età del Jazz.

## The Pat Hobby Stories(I racconti di Pat Hobby)
I diciassette racconti dedicati a Pat Hobby e scritti da Fitzgerald a Hollywood negli ultimi anni della sua vita oltre ad essere tra i più originali, mostrano il cambiamento psicologico di quest'ultimo periodo.
Essi apparvero sulla rivista "Esquire" ogni mese a partire dal gennaio del 1940 e furono per molto tempo considerati opera minore ma in seguito rivalutati dalla critica e visti come il momento culminante dello sviluppo creativo dello scrittore. L'opera uscirà in versione originale solamente nel 1962 e in Italia nel 1990.

## The Last Tycoon(Gli ultimi fuochi)
The Last Tycoon (L'ultimo magnate), tradotto in italiano da Bruno Oddera nel 1959 con il titolo Gli ultimi fuochi, è l'ultimo romanzo di Fitzgerald rimasto incompiuto alla sua morte e pubblicato postumo nel 1941 da Edmund Wilson a New York. Il romanzo, che è ambientato a Hollywood e ha come protagonista un produttore destinato alla sconfitta a causa del suo potere e della sua fiducia, è considerato dalla critica moderna l'opera più significativa di Fitzgerald.
La storia, che viene narrata in prima persona da Cecilia Brady figlia di un produttore cinematografico, è scritta in una prosa ridotta all'essenziale e spesso interrotta dal dialogo come se si trattasse di una sceneggiatura.
The Last Tycoom, così come gli scritti raccolti nel 1945 nel volume postumo intitolato The Crack-Up, dimostra che Fitzgerald non aveva esaurito le sue capacità, come i critici del tempo sostenevano, ma che continuava ad essere all'altezza delle sue eccellenti doti tecniche.

## The Basil and Josephine Stories(I racconti di Basil e Josephine)
I 14 racconti dal titolo The Basil and Josephine furono pubblicati in raccolta a Princeton da Friends of The Princepton Library nel 1951; in Italia da Arnoldo Mondadori Editore nel 1976. Riprendono i due gruppi di racconti che nella raccolta Taps at Reveille (La sveglia) vedevano protagonisti due adolescenti americani, Basil Duke Lee e Josephine Perry, che vivono la loro adolescenza nel primo ventennio del Novecento.
Il libro si divide in due parti: la prima, col nome di Basil, comprende 9 racconti: Quel genere di festa, Gli investigatori di scandali, Una serata alla Fiera, Il più presuntuoso, Crede di essere meraviglioso, L'ombra catturata, La vita perfetta, Farsi strada, Basil e Cleopatra; la seconda parte, titolata Josephine, contiene 5 racconti: Sangue giovane, Un bel posticino tranquillo, La donna con un passato, Una storia snob, Bancarotta emotiva.
Fanno da sfondo a questi racconti l'esperienza giovanile dello stesso Fitzgerald, dalla sua vita di ragazzo a St. Paul, alle umiliazioni passate alla Newman School, i primi tentativi di farsi strada, l'incontro con il successo, l'amore e il ricordo della cugina Ginevra King.
Non c'è però in questi racconti il tema della nostalgia del passato ma piuttosto quello di comprenderlo alla luce di una esperienza più matura.
Basil e Josephine sono due tipici eroi fitzgeraldiani, l'uomo frustrato e già segnato dalla presenza della donna fatale che distrugge se stessa e gli altri, colti nel momento del loro apprendistato alla vita, in quel momento dove i sogni sembrano ancora possibili.

## Temperature
Il racconto è stato ritrovato nel 2015 all'università di Princeton e pubblicato postumo dalla rivista The Strand nell'Autunno dello stesso anno.

## I'd  Die for You, And Other Lost Stories
Un ultimo libro di short stories inedite, cui si aggiungono alcuni soggetti per il cinema, è pubblicato dall'Editore Scribner l'11 aprile 2017. I racconti vengono principalmente dal periodo degli Anni Trenta, quando Fitzgerald visse in North Carolina combattendo contro l'alcolismo, e all'epoca furono rifiutati dalle riviste a cui furono proposti. Ma include lavori che vanno dagli Anni Venti alla fine della sua vita. La curatrice del volume postumo, uscito lo stesso mese in Italia per Rizzoli col titolo Per te morirei e altri racconti perduti, è Anne Margaret Daniel.

## Letteratura e cinema
Dopo la sua morte molte delle sue opere sono state portate sullo schermo.
Il grande Gatsby (The Great Gatsby) vide quattro versioni cinematografiche: la versione muta del 1926, la versione del 1949, del regista Elliott Nuget, interpretato da Alan Ladd, quella del 1974, con la regia di Jack Clayton e la sceneggiatura di Francis Ford Coppola, interpretato da Robert Redford e Mia Farrow ed infine la più recente versione del 2013, interpretata da Leonardo DiCaprio e Carey Mulligan, con regia e sceneggiatura di Baz Luhrmann.
Babilonia rivisitata, con il titolo L'ultima volta che vidi Parigi (titolo originale: The Last Time I Saw Paris), uscì nel 1954, con la regia di Richard Brooks e interpretato da Elizabeth Taylor, Van Johnson, Walter Pidgeon, Donna Reed e Roger Moore.
Tenera è la notte (Tender is the Night), con la regia di Henry King e interpretata da Jennifer Jones, Jason Robards e Joan Fontaine, fu proiettato nel 1962.
Gli ultimi fuochi (The Last Tycoom) uscì nel 1976, con la regia di Elia Kazan, con protagonista Robert De Niro e un eccellente cast d'attori (Donald Pleasence, Jeanne Moreau, Robert Mitchum, John Carradine, Ingrid Boulting, Anjelica Huston, Ray Milland, Dana Andrews, Theresa Russell, Jack Nicholson, Tony Curtis.
Il curioso caso di Benjamin Button, con la regia di David Fincher e protagonisti Brad Pitt e Cate Blanchett, fu proiettato nel 2008.

## Il giudizio della critica
Il giudizio della critica sull'opera di Fitzgerald fu confusa, fino agli anni quaranta, con il giudizio dato alle sue tematiche delle quali si è visto solamente l'aspetto più superficiale: i giovani vanitosi e belli, le ville sulla Costa Azzurra, le ragazze sciocche e instabili, le automobili sportive.
Si era cominciato a discutere su Fitzgerald nel 1920 dopo la pubblicazione del romanzo Di qua dal Paradiso che aveva ottenuto una grande popolarità tra il pubblico ma poco interesse da parte della critica e soprattutto pochi giudizi positivi.
Quando uscì Belli e dannati tutti considerarono il romanzo migliore del precedente e i commenti critici più severi ebbero inizio solamente due anni dopo quando E. Wilson, nel suo saggio intitolato "Bookmann", diceva a proposito di Fitzgerald: "Egli ha il dono dell'immaginazione, ma manca di rigore intellettuale, ha il senso della bellezza ma manca di un ideale estetico; è dotato di una naturale capacità espressiva ma non ha molte idee da esprimere".
Il saggio di Wilson sottolineava anche l'origine provinciale dello scrittore, la sua frivolezza e la sua immaturità, dando così luogo a perpetuare un grosso pregiudizio per molto tempo.
Infatti, quando uscì Il grande Gatsby, più tardi considerato uno dei capolavori della letteratura americana, esso venne accolto con diffidenza e poco calore e la pubblicazione di Tenera è la notte nel 1934 peggiorò la situazione perché, in un periodo di depressione, come ben dice Barbara Nugnes  "lo scrittore, vittima della sua leggenda, divenne il capro espiatorio del malcontento generale nei confronti della grande baldoria degli anni venti".
Sul numero del 5 maggio del 1934 del "Daily Worker", Philiph Rahv scrive un duro articolo chiaramente sintetizzato già nel titolo Non si sfugge ad un uragano sotto un ombrello da spiaggia rispecchiando l'opinione di tutti quelli che, rimasti a casa immersi nelle difficoltà finanziarie, non trovavano certamente interessanti le vicende di un gruppo di ricchi espatriati sulla Costa Azzurra.
Fitzgerald divenne così sinonimo dell'età del jazz e condannato con la sua opera come veniva condannata quella età.
Negli anni che vanno dal 1934 fino all'anno della sua morte, il 1940, Fitzgerald venne ignorato sia dal pubblico che dalla critica tranne per gli accenti moralistici assunti nel commentare i tre saggi de Crak-up pubblicati su l'"Esquire".
La rivalutazione della sua opera iniziò nel 1941 in seguito alla pubblicazione postuma del romanzo incompiuto The Last Tycoon e la sua fama è andata progressivamente riaffermandosi nel secondo dopoguerra, sino a farne uno dei narratori americani del 1900 più letti e maggiormente considerati dalla critica.

## La critica in Italia
A causa della dittatura fascista, il ritardo di vent'anni col quale è stato accolto Fitzgerald in Italia è simile a quello toccato a moltissimi autori stranieri. La prima traduzione di un suo racconto, The Rich Boy, avvenne ad opera di Eugenio Montale con il titolo il Giovin signore verso il 1941-1942 sulla mitica Antologia Americana curata da Elio Vittorini. Bisognerà aspettare fino al 1949 per avere la prima traduzione di un romanzo, Tenera è la notte, e il 1950 per la traduzione de Il grande Gatsby, pubblicato in America un quarto di secolo prima.
Intanto, iniziano ad apparire con maggior frequenza su giornali e sulle riviste recensioni e scritti che riguardano lo scrittore americano da parte di letterati e critici illustri: Eugenio Montale, Fernanda Pivano, Gabriele Antonini e, sulla rivista La Fiera Letteraria del 15 marzo 1953, Luigi Berti scrive un breve articolo nel quale sostiene che Fitzgerald non è inferiore a Hemingway.
Bisogna attender il 1957 per poter conoscere meglio lo scrittore americano e perché questi possa entrare di merito anche in Italia tra i grandi della letteratura. Appare infatti su "Studi Americani" un articolo di Nemi D'Agostino che passa in rassegna la carriera letteraria di Fitzgerald chiarendone l'ideologia ed evidenziandone i temi.
A portare un notevole contributo alla conoscenza dello scrittore sarà Sergio Perosa con la pubblicazione della monografia intitolata L'arte di F.Scott Fitzgerald del 1958. Perosa analizza in modo preciso e completo l'intera produzione di Fitzgerald dagli anni della prima adolescenza fino al romanzo rimasto incompiuto The Last Tycoon mettendo in evidenza i legami tra le varie opere, da quelle maggiori ai racconti e ai romanzi giovanili.
Da allora l'interesse per l'opera di Fitzgerald è andato sempre più aumentando e lo studio sullo scrittore si è fatto più attento anche su altre componenti come quella linguistica, strutturale, ideologica e allegorica. Sono inoltre sorte numerose biografie su di lui, sulla moglie Zelda e sul suo tempo.
A confermare la popolarità dello scrittore sono le numerose versioni cinematografiche, televisive e teatrali delle sue opere e della sua vita.

## Edizioni italiane dei racconti

### The Basil and Josephine Stories
- I racconti di Basil e Josephine, traduzione di Giulia Fretta, Giorgio Monicelli e Bruno Oddera, Collezione Omnibus, Milano, Mondadori, 1976. - Collana Oscar Scrittori del Novecento n.1659, Mondadori, 1997, ISBN 978-88-044-3474-0.
- Josephine, traduzione di Giulia Fretta e Federico Mazzocchi, Collana Narrativa, Bagno a Ripoli, Passigli, 2017, ISBN 978-88-368-1609-5.
- Basil Lee, traduzione di I. Guerra, L. Rigamonti e G. Sgura, a cura di S. Campolongo, Collana Il bosco di latte n.63, PaginaUno, 2018, ISBN 978-88-996-9917-8.
- Ci risiamo, Basil Lee, traduzione di S. Allone, C. Fontana e C. Naro, a cura di S. Campolongo, Collana Il bosco di latte n.68, PaginaUno, 2019, ISBN 978-88-996-9932-1.

### The Pat Hobby Stories
- I racconti di Pat Hobby, traduzione di Ottavio Fatica, Collana Letterature n.25, Roma-Napoli, Theoria, 1990, ISBN 978-88-241-0200-1. - Collana Tracce, Roma, Editori Riuniti, 1997, ISBN 978-88-359-4400-3; Collana Ritmi, Costa & Nolan, 1998, ISBN 978-88-241-0461-6.
- Pat Hobby. Disavventure di uno sceneggiatore a Hollywood, traduzione di Pier Francesco Paolini, in Appendice: Come venderei il mio libro se fossi un libraio. I dieci migliori libri che ho mai letto. Le mie dieci commedie preferite, Introduzione di Mauricio Dupuis, a cura di S. Calderale, Collana Biblioteca del Vascello, Roma, Robin Edizioni, 2010, 2023, ISBN 978-88-737-1557-3.
- Le avventure di Pat Hobby, traduzione di Flavio Santi, Perugia, Occam, 2024, ISBN 979-12-811-6112-2.
- Le disavventure di Pat Hobby, traduzione di Marco Rossari, Collezione Scrittori italiani e stranieri, Milano, Mondadori, 2024, ISBN 978-88-047-5604-0.